# Automolis jordani
Automolis jordani är en fjärilsart som beskrevs av Sergius G. Kiriakoff 1957. Automolis jordani ingår i släktet Automolis och familjen björnspinnare. Inga underarter finns listade i Catalogue of Life.